# Sběř
Obec Sběř se nachází v okrese Jičín, kraj Královéhradecký. Žije zde 329 obyvatel.

## Historie
První písemná zmínka o vesnici pochází z roku 1332.

## Přírodní poměry
Vesnice stojí ve Východolabské tabuli. Podél severovýchodní hranice katastrálního území protéká řeka Cidlina, jejíž tok a přilehlé pozemky jsou součástí přírodní památky Javorka a Cidlina – Sběř.

## Části obce
- Sběř
- Hrobičany
- Velešice

## Pamětihodnosti
- Sloup se sochou svatého Jana Nepomuckého na návsi